# Hersilie Ewald
Hersilie Ewald (* 17. April 1986) ist eine deutsche Opern- und Theaterregisseurin.

## Leben
Aufgewachsen in Weimar, studierte Hersilie Ewald Germanistik und Philosophie in Jena. Während ihrer Studienzeit setzte sie in Weimar  Szenenabende und u. a. eine Kurzfassung von Humperdincks Hänsel und Gretel auf kleinen Bühnen in Szene.
Von 2009 bis 2011 führten sie Regiehospitanzen und freie Assistenzen u. a. an das Opernhaus Zürich, an die Wiener Staatsoper und die Staatsoper Berlin. 2011 folgte eine szenische Mitarbeit bei Orlando furioso beim Opernfestival Gut Immling. In der Spielzeit 2011/12 war sie Regieassistentin mit Abendspielleitung am Staatstheater Wiesbaden.
Von 2012 bis 2014 war sie Regieassistentin am Luzerner Theater. Dort gab sie 2014 ihr Regiedebüt mit The Boatswain’s Mate von Ethel Smyth. Es folgte die Regie From room to room von Maren Kessler an der Hochschule Luzern und Die Schulmeisterkantate von Telemann, wiederum am Luzerner Theater.
Im April 2015 gab sie am Festspielhaus Baden-Baden im Rahmen der Osterfestspiele ihr Hausdebüt und setzte den Kleinen Rosenkavalier für Kinder in Szene. Eine Wiederaufnahme davon folgte Ende April 2015 im großen Saal der Philharmonie Berlin.
Im Herbst 2015 inszenierte sie die Musiktheaterperformance From room to room II im Mensch Meier Club, Berlin. Danach folgte im Rahmen der Akademie Musiktheater heute an der Oper Frankfurt die Regie zu Festakt und im Februar 2016 die Uraufführung Minibar, Oper von Sven Daigger/Manuel Durão, an der Staatsoper Hamburg/Opera Stabile. Des Weiteren inszenierte Hersilie Ewald 2016 den szenischen Liederabend Efeuranke im Sophienhaus Weimar sowie 2017 Intime Fremde, ein Schauspiel von Jérôme Tonerre, ihr Debüt im Schauspielfach, am Theater Mephisto & Co in Konstanz.
2018 inszenierte sie unter anderem Mondscheintarif von Ildikó von Kürthy, wiederum am Theater Mephisto & Co. in Konstanz.
Hersilie Ewald ist Alumna der „Akademie Musiktheater heute“. Sie ist freischaffend tätig.

## Inszenierungen
- 2014: The Boatswain’s Mate (Oper von Ethel Smyth), Luzerner Theater
- From room to room (Musikperformance von Maren Kessler) im Neubad Luzern/Hochschule Luzern
- Die Schulmeisterkantate (Telemann) am Luzerner Theater
- 2015: Der kleine Rosenkavalier (Kinderoper nach Richard Strauss) am Festspielhaus Baden-Baden/Osterfestspiele
- 2015: Der kleine Rosenkavalier (Kinderoper nach Richard Strauss) in der Berliner Philharmonie
- Festakt der „Akademie Musiktheater heute“ im Holz- und Wolkenfoyer der Oper Frankfurt
- 2015: From room to room II (Musikperformance von Maren Kessler) im Mensch Meier Berlin
- 2016: Minibar (Uraufführung der Oper von Sven Daigger und Manuel Durão) an der Staatsoper Hamburg
- 2016: Efeuranke (szenischer Liederabend mit Christina Bernhardt) im Sophienhaus Weimar
- 2017: Intime Fremde (ein Schauspiel von Jérôme Tonerre) am Theater Mephisto & Co in Konstanz
- 2017: Don Giovanni, a cenar teco (Wolfgang Amadeus Mozart) im Rahmen des Theaterfestes am Konzert Theater Bern
- 2018: Mondscheintarif (von Ildikó von Kürthy) am Theater Mephisto & Co in Konstanz

## Stipendium
- 2013–2015 Stipendiatin der „Akademie Musiktheater heute“ für Regie